# Tomorrow (groupe)
Pour les articles homonymes, voir Tomorrow.
Tomorrow était un groupe britannique de rock psychédélique, originaire de Londres, en Angleterre. En dépit des critiques élogieuses et du soutien du DJ John Peel, qui les a présentés dans son émission de radio Perfumed Garden, le groupe n’a pas connu un grand succès commercial. Ils ont été parmi les premiers groupes psychédéliques en Angleterre avec The Syn, Pink Floyd et Soft Machine. Le groupe a été le premier à faire partie de l’émission de John Peel sur BBC Radio 1 le 21 septembre 1967. Le guitariste de ce groupe était Steve Howe, qui se fit connaitre plus tard avec Yes. Le manque de succès commercial n'avait pas grand-chose à voir avec la qualité de la musique, mais plutôt avec le timing, puisque l'album a été enregistré au début de 1967 mais n'est sorti qu'en février 1968 lorsque le mouvement psychédélique était bien au-delà de son apogée.

## Historique
Le groupe trouve ses origines dans le groupe rhythm and blues Four + One, formé entre autres de Keith Hopkins au chant et John Wood à la basse, qui publie un single infructueux en 1965, Time Is on My Side/Don't You Lie to Me, la face A est une reprise des Rolling Stones alors que la face B est une chanson de Chuck Berry et Sophie Lo. Cette formation prend alors une direction soul et se rebaptise "The In Crowd". Après un changement de musiciens, cette formation acquiert ses membres définitifs : Steve Howe à la guitare (anciennement du groupe The Syndicats) et le batteur John « Twink » Alder (ex-Fairies) se joignent aux deux musiciens précités. Ils publient quatre singles, Stop! Wait A Minute/You're On Your Own, sur cette dernière chanson, le batteur Ken Laurence joue en remplacement de Twink, Why Must They Criticise/I Don't Mind, That's How Strong My Love Is/Things She Says et Am I Glad To See You/Blow Up, sans davantage de réussite.
La musique du groupe évolue en profondeur avec l'arrivée du courant psychédélique, et ses membres commencent à composer leurs propres titres. Ils rebaptisent leur formation Tomorrow et deviennent des habitués du haut lieu de l'underground londonien qu'est le UFO Club, aux côtés de Pink Floyd à l'époque de Syd Barrett, Soft Machine avec Robert Wyatt à la batterie et au chant, Mike Ratledge à l'orgue et au piano, Daevid Allen à la guitare et au chant et Kevin Ayers à la basse, ainsi que The Syn avec Chris Squire à la basse et Peter Banks à la guitare. Mais, malgré le soutien de John Peel, les ventes ne décollent pas. Ainsi, Tomorrow ne produit que deux singles et un album éponyme, produit en 1967, avant de se séparer au début de l'année suivante. Par la suite, Steve Howe forme le groupe Bodast (rebaptisé Canto) puis rejoint Yes alors que Twink joue avec les Pretty Things, puis les Pink Fairies.
Dans la compilation de Steve Howe Anthology 2: Groups and Collaborations publiée en 2016, on retrouve trois chansons de The In Crowd, à savoir Finger Poppin qui est une reprise de Ike Turner, Blow Up de Keith West et Ken Burgess et You're on your own de Keith Hopkins, quatre chansons de Tomorrow My white Bicycle, Claramount Lake, Revolution trois compositions signées par le groupe et finalement Why, une reprise des Byrds. On y retrouve aussi cinq chansons inédites en duo avec Keith West et Steve Howe.
55 ans plus tard, l'ex-membre du groupe, Steve Howe, et futur héros de la guitare progressive, a retravaillé les mixages mono d'origine et réorganisé l'unique album, grâce au développement de la technologie audio et avec l'aide de l'ingénieur Curtis Schwartz. La réédition désormais appelée "Permanent Dream" sort le 28 avril 2023 sous le label Spirit of Unicorn Music. La nouvelle version comprend des morceaux de studio moins connus, un nouvel ordre de passage et de nouvelles illustrations (par les collaborateurs de longue date de Yes, The Gottlieb Brothers).

## Membres
- Keith « West » Hopkins - chant
- Steve Howe - guitare
- John « Junior » Wood - basse
- John « Twink » Alder - batterie

## Discographie

### Albums studio
- 1968 : Tomorrow
- 2023 : Permanent Dream

### Singles
Four Plus One
- 1965 : Time Is on My Side/Don't You Lie to Me

The In Crowd
- 1965 : Stop! Wait a Minute/You're on Your Own
- 1966 : Why Must they Criticise/I Don't Mind
- 1966 : That's How Strong My Love Is/Things She Says
- 1966 : Am I Glad to See You/Blow Up (réédité en 2018)

Tomorrow
- 1967 : My White Bicycle / Claramount Lake
- 1967 : Revolution / Three Jolly Little Dwarfs
- 1968 : Excerpt From A Teenage Opera/Theme From A Teenage Opera/Revolution/My White Bicycle

### Compilations
- 2000 : Christmas On Earth Continued
- 2006 : Before The Birth Of Yes - Pre-Yes Tracks 1963-1970
- 2017 : Anthology 2 de Steve Howe - Chansons de The In Crowd : Finger Poppin', Blow Up et You're On Your Own. Chansons de Tomorrow : My White Bicycle, Claramount Lake, Revolution et Why.